# Rašica, Ljubljana
Rašica este o localitate din comuna Ljubljana, Slovenia, cu o populație de 133 de locuitori.